# Dendrelaphis grismeri
Dendrelaphis grismeri es una especie de serpientes de la familia Colubridae.

## Distribución geográfica yhábitat
Es endémica de Ceram, Boano, Manipa y Ambon (Indonesia).